# Ołeksij Tarasenko
Ołeksij Tarasenko (ukr. Олексій Тарасенко; ur. 24 lipca 1985 w Chersoniu) – ukraiński wioślarz.

## Osiągnięcia
- Mistrzostwa Świata Juniorów – Troki 2002 – ósemka – 7. miejsce[1].
- Mistrzostwa Świata U-23 – Amsterdam 2005 –  ósemka – 6. miejsce[1].
- Mistrzostwa Świata U-23 – Hazewinkel 2006 – ósemka – 9. miejsce[1].
- Mistrzostwa Świata U-23 – Glasgow 2007 – dwójka bez sternika – 6. miejsce[1].
- Mistrzostwa Europy – Poznań 2007 – ósemka – 4. miejsce[1].
- Mistrzostwa Europy – Ateny 2008 – ósemka – 8. miejsce[1].